# Cuchara para espaguetis

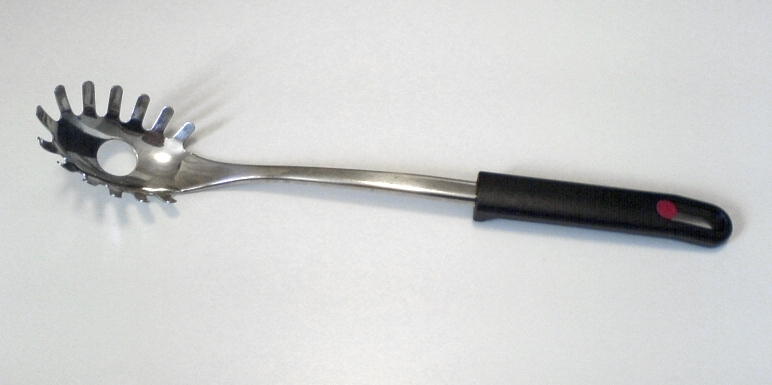
Cuchara de spaghetti.

La cuchara para espaguetis es una especie de cuchara muy empleada en la cocina italiana para recoger la pasta o los espaguetis recién cocidos. A diferencia de la pinza para espaguetis, la cuchara para espaguetis se emplea con las pastas de texturas delicadas que suelen aplastarse por presión, mayormente las llamadas "pastas largas" como el espagueti, vermicelli, linguine y fettuccine.

## Empleo
Esta cuchara está compuesta por un mango de una longitud de entre 15 y 20 cm y una superficie cóncava dentada ideal para dosificar la pasta en el plato. Tanto el mango como la cuchara suelen fabricarse con metal o plástico.

## Otros nombres
En algunas provincias del sur de España, se nombra popularmente a este utensilio como "Mumi", a raíz de que en un concurso de cocina regional uno de los participantes se refiriese a él con ese nombre.